# 绍富尔莱巴伊
绍富尔莱巴伊（法語：Chauffour-lès-Bailly，法語發音：[ʃofuʁ lɛ baji]）是法国奥布省的一个市镇，位于该省中南部，属于特鲁瓦区。

## 地理
绍富尔莱巴伊（48°11'47"N, 4°19'44"E）面积19.01 平方千米，位于法国大東部大區奥布省，该省份为法国中北部省份，北起马恩省，西接塞纳-马恩省，西南至约讷省，东南至科多尔省，东临上马恩省。
与绍富尔莱巴伊接壤的市镇（或旧市镇、城区）包括：布尔吉尼翁、沙普、库尔特诺、富谢尔、马罗勒莱巴伊、巴尔斯河畔蒙特勒伊、波利尼、维勒穆瓦耶讷。

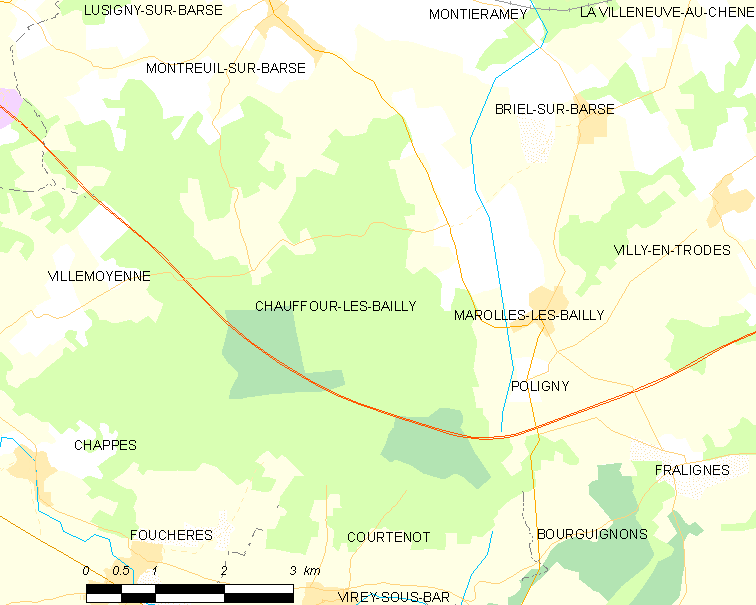
绍富尔莱巴伊的OSM定位图

绍富尔莱巴伊的时区为UTC+01:00、UTC+02:00（夏令时）。

## 行政
绍富尔莱巴伊的邮政编码为10110，INSEE市镇编码为10092。

## 政治
绍富尔莱巴伊所属的省级选区为塞纳河畔巴尔县。

## 人口

1962-2008年间绍富尔莱巴伊人口变化图示

绍富尔莱巴伊于2022年1月1日时的人口数量为135人。